# Sender Marburg
Der Sender Marburg ist eine Sendeanlage des Hessischen Rundfunks auf dem Klamberg in 372 Meter Höhe, der sich östlich des Marburger Stadtgebietes auf den Lahnbergen befindet. In direkter Nachbarschaft (ca. 50 m südlich gelegen) steht der Aussichtsturm der Stadt, der im Volksmund als Spiegelslustturm bezeichnet wird.
Als Antennenträger dient ein 40 Meter hoher Gittermast, der im Jahre 1956 errichtet wurde. Der Sender diente als Fernsehumsetzer für Das Erste, das ZDF sowie das hr-fernsehen. Die TV-Verbreitung wurde im Zuge der DVB-T-Einführung eingestellt und die entsprechenden Antennen inzwischen abgebaut. In der ersten Hälfte der 1980er Jahre begann die Ausstrahlung der Hörfunkprogramme hr3 und hr1 auf den UKW-Frequenzen 93,9 MHz und 102,0 MHz. 1986 wurde die hr1-Frequenz zunächst auf 102,8 MHz geändert und zum Oktober des Jahres an das damals neue Programm hr4 übergeben. Im Januar 2007 kam eine dritte UKW-Frequenz, 98,5 MHz, für hr-info hinzu. Zum 1. Dezember 2015 wechselte diese Frequenz zu hr2.
Rund 1100 m nördlich des Senders Marburg befindet sich der Fernmeldeturm Marburg.

## Frequenzen und Programme

### Analoger Hörfunk (UKW)
Beim Antennendiagramm sind die Hauptstrahlrichtungen in Grad angegeben.
| Frequenz (MHz) | Programm   | RDS PS             | RDS PI                | Regionalisierung | ERP (kW) | Antennendiagramm rund (ND)/gerichtet (D) | Polarisation horizontal (H)/vertikal (V) |
| -------------- | ---------- | ------------------ | --------------------- | ---------------- | -------- | ---------------------------------------- | ---------------------------------------- |
| 93,9           | You FM     | _YOU_FM_           | D366                  | –                | 1        | D (220°–320°)                            | H                                        |
| 102,8          | hr4        | hr4Mitte, __hr4___ | D764 (regional), D364 | Mittelhessen     | 1        | D (220°–320°)                            | H                                        |
| 98,5           | hr2-kultur | __hr2___           | D362                  | –                | 0,32     | D (220°–260°, 280°–310°)                 | H                                        |

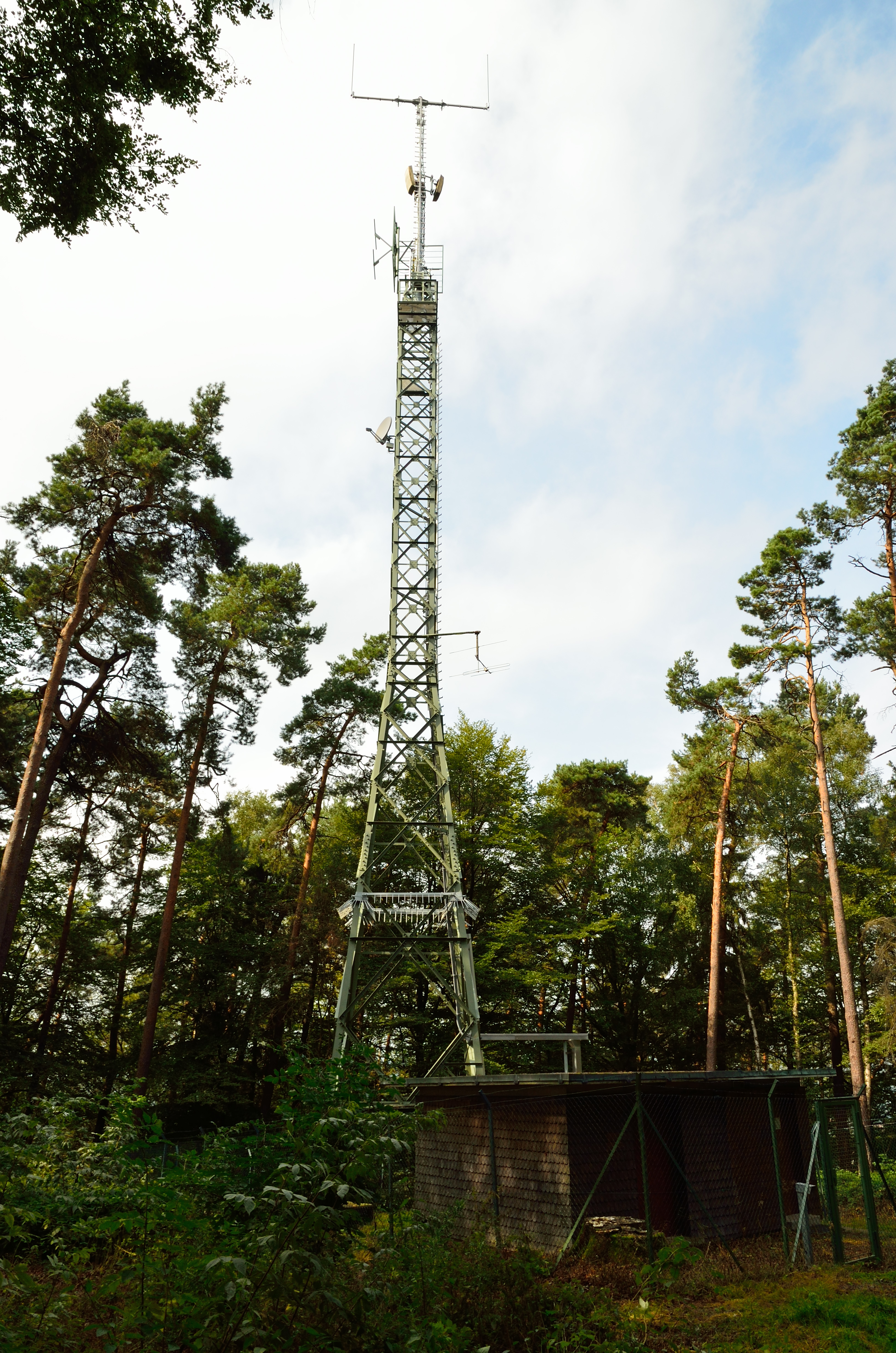
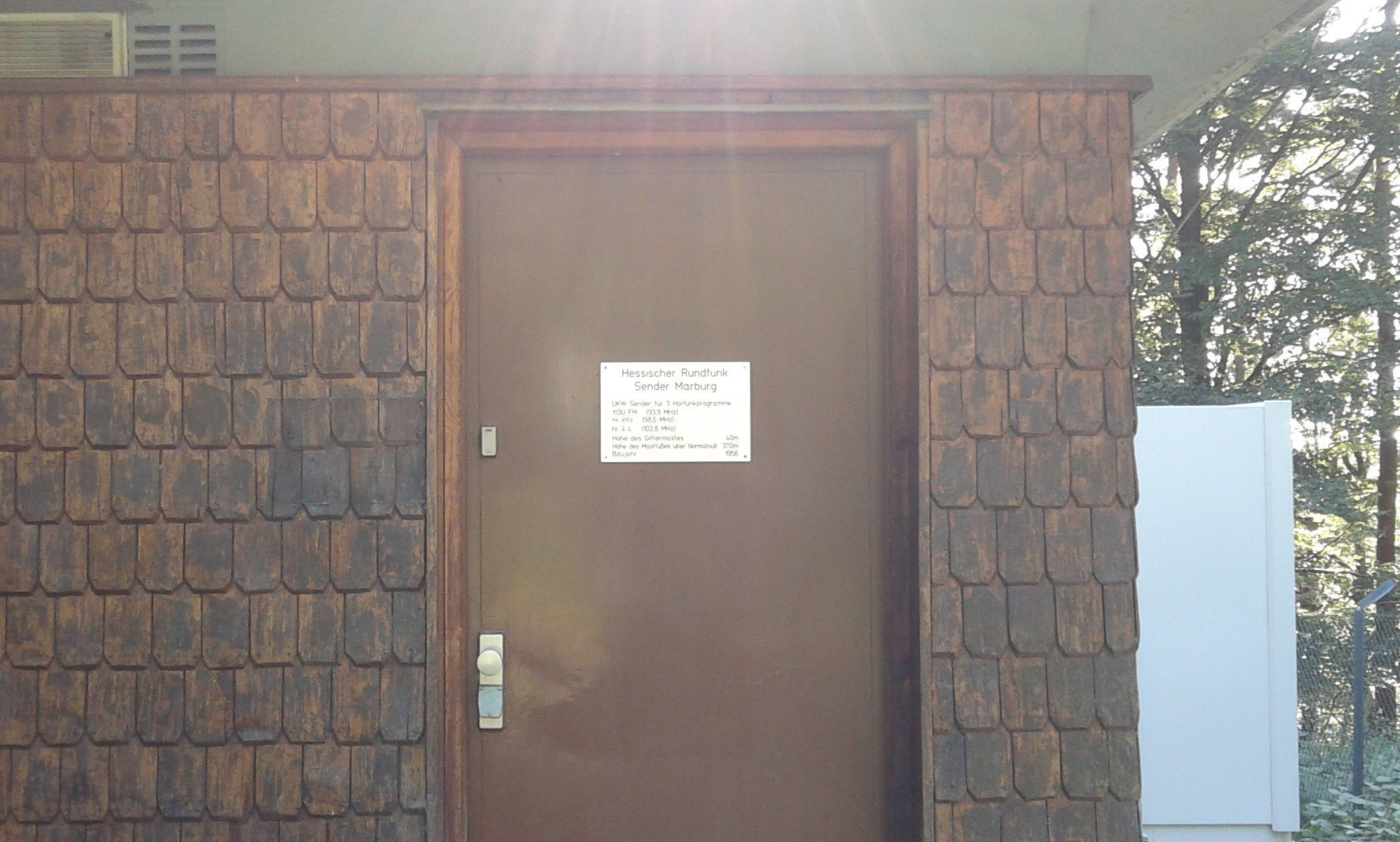
Türschild Technikbereich

Die weitergehende Versorgung Marburgs mit den UKW-Programmen hr1, hr3, hr4, hr-info und You FM wird primär vom naheliegenden Sender Biedenkopf gewährleistet.

### Ehemaliges Analoges Fernsehen (PAL)
Vor der Umstellung auf DVB-T diente der Sendestandort als Füllsender für analoges Fernsehen, zur Versorgung der Marburger Kernstadt. Heute wird die Stadt vom Fernsehturm Angelburg sowie vom hr-Rohrmast Großer Feldberg im Taunus mit DVB-T-Signalen versorgt.
| Kanal | Frequenz (MHz) | Programm       | ERP (kW) | Antennendiagramm rund (ND)/ gerichtet (D) | Polarisation horizontal (H)/ vertikal (V) |
| ----- | -------------- | -------------- | -------- | ----------------------------------------- | ----------------------------------------- |
| 11    | 217,25         | Das Erste (hr) | 0,03     | D (220°–320°)                             | H                                         |
| 23    | 487,25         | ZDF            | 0,04     | D (261°)                                  | H                                         |
| 56    | 751,25         | hr-fernsehen   | 0,05     | D (261°)                                  | H                                         |